# رونالد لوي
رونالد لوي (1932 في المملكة المتحدة - 1985) (بالإنجليزية: Ronald Lowe)‏ هو رسام ولاعب كريكت بريطاني.

## وصلات خارجية
- رونالد لوي على موقع إي آس بي آن كريك إنفو (الإنجليزية)